# Kanton Lesneven
Lesneven is een kanton van het Franse departement Finistère. Het kanton maakt deel uit van het arrondissement Brest.

## Gemeenten
Het kanton Lesneven omvatte tot 2014 de volgende 12 gemeenten:
- Brignogan-Plage
- Le Folgoët
- Goulven
- Kerlouan
- Kernouës
- Lesneven (hoofdplaats)
- Ploudaniel
- Plouider
- Plounéour-Trez
- Saint-Frégant
- Saint-Méen
- Trégarantec

Bij de herindeling van de kantons door het decreet van 13 februari 2014, met uitwerking op 22 maart 2015, werden daar volgende 6 gemeenten aan toegevoegd:
- Le Drennec
- Guissény
- Kernilis
- Lanarvily
- Loc-Brévalaire
- Plouguerneau

Op 1 januari 2017 werden de gemeenten Brignogan-Plage en Plounéour-Trez samengevoegd tot de fusiegemeente (commune nouvelle) Plounéour-Brignogan-plages.